# Oswald Johansson
Karl Teodor Oswald Johansson (* 7. Oktober 1932 in Uppsala; † 20. Februar 1975 in Stockholm) war ein schwedischer Radrennfahrer und nationaler Meister im Radsport.

## Sportliche Laufbahn
Johansson war Teilnehmer der Olympischen Sommerspiele 1960 in Rom. Im olympischen Straßenrennen wurde er beim Sieg von Wiktor Kapitonow als 47. klassiert. Im Mannschaftszeitfahren wurde er mit Owe Adamsson, Gunnar Göransson und Gösta Pettersson 5. des Rennens.
1955 gewann er die nationale Meisterschaft im Straßenrennen, 1957 wurde er Dritter und 1960 Vize-Meister. 1955 siegte er in der heimischen Schweden-Rundfahrt vor Kaj Allan Olsen. 1959 gewann er mit der Nationalmannschaft bei den Meisterschaften der Nordischen Länder den Titel in der Mannschaftswertung der Wettbewerbe im Bahnradsport. 1960 und 1961 gewann er bei diesen Titelkämpfen mit dem schwedischen Vierer das Mannschaftszeitfahren.
Das Solleröloppet, ein Eintagesrennen in Schweden, gewann er 1960. Die Mälaren Runt konnte er 1957 und 1959 für sich entscheiden. In der Internationalen Friedensfahrt war er 1956 und 1961 am Start, schied aber in beiden Rennen aus.